# 1st Issue Special
1st Issue Special foi uma série antológica da DC Comics, produzida ao estilo da série Showcase. Circulou de abril de 1975 a abril de 1976.[carece de fontes?]

## Publicação original
O escritor Gerry Conway explicou a origem da série: "1st Issue Special foi um conceito peculiar baseado na observação do [editor] Carmine Infantino, no sentido de que os primeiros números de cada título vendem, na maioria das vezes, melhor que os números seguintes. A ideia genial de Carmine: uma série mensal com nada mais que uma única edição. Soou como piada, mas foi levada muito à sério."
Somente um dos personagens ganhou uma série regular. O Guerreiro de Mike Grell, que apareceu pela primeira vez na edição #8 (novembro de 1975). As edições #1 (Atlas), a #5 (Caçador), e a #6 (Dingbats of Danger Street) traziam arte e história do lendário Jack Kirby.
Algumas edições mostraram personagens da DC já existentes: a edição #3 protagonizada pelo Metamorfo, escrita pelo criador do personagem, Bob Haney; a edição #7, o Rastejante, ilustrado por Steve Ditko, criador do personagem; a edição #9, apresentava um personagem da Era de Ouro, o Senhor Destino; e a edição #13 mostrava os Novos Deuses.
A edição #12 apresentou uma nova versão do personagem, Starman, que mais tarde seria utilizado na série de mesmo da década de 90 de James Robinson focada no personagem Jack Knight. O personagem era coadjuvante em Justice League: Cry for Justice ["Liga da Justiça: Clamor Por Justiça"] de 2010.
Algumas histórias foram criadas para 1st Issue Special, mas acabaram sendo publicadas em outros títulos. Uma aventura da Batgirl e Robin em equipe foi publicada em Batman Family #1 (setembro/outubro de 1975) e uma outra história do Arqueiro Verde e Canário Negro foi mantida guardada até que acabou sendo publicada em Green Lantern ["Lanterna Verde"] #100 (janeiro de 1978).

## Lista de histórias e créditos
| Edição | Data              | Personagem de Destaque "Título da História"                              | Escritor                     | Artistas                          |
| ------ | ----------------- | ------------------------------------------------------------------------ | ---------------------------- | --------------------------------- |
| 1      | Abril de 1975     | "Atlas The Great"                                                        | Jack Kirby                   | Jack Kirby e D. Bruce Berry       |
| 2      | Maio de 1975      | Green Team: Boy Millionaires                                             | Joe Simon                    | Jerry Grandenetti                 |
| 3      | Junho de 1975     | Metamorpho, The Element Man: "The Freak And The Billion-Dollar Phantom." | Bob Haney                    | Ramona Fradon                     |
| 4      | Julho de 1975     | Lady Cop: "Poisoned Love"                                                | Robert Kanigher              | John Rosenberger e Vince Colletta |
| 5      | Agosto de 1975    | Manhunter                                                                | Jack Kirby                   | Jack Kirby e D. Bruce Berry       |
| 6      | Setembro de 1979  | Dingbats of Danger Street                                                | Jack Kirby                   | Jack Kirby e Mike Royer           |
| 7      | Outubro de 1975   | The Creeper: "Menace of The Human Fire-Fly."                             | Michael Fleisher             | Steve Ditko e Mike Royer          |
| 8      | Novembro de 1975  | The Warlord: "Land of Fear"                                              | Mike Grell                   | Mike Grell                        |
| 9      | Dezembro de 1975  | Doctor Fate: "The Mummy That Time Forgot"                                | Martin Pasko                 | Walt Simonson                     |
| 10     | Janeiro de 1976   | Outsiders: "Us...The Outsiders."                                         | Joe Simon                    | Jerry Grandenetti e Creig Flessel |
| 11     | Fevereiro de 1976 | Codename: Assassin                                                       | Gerry Conway e Steve Skeates | Redondo Studio e Al Milgrom       |
| 12     | Março de 1976     | Starman                                                                  | Gerry Conway                 | Mike Vosburg e Mike Royer         |
| 13     | Abril de 1976     | New Gods: "Lest Night Fall Forever."                                     | Gerry Conway e Denny O'Neil  | Mike Vosburg                      |

## Encadernados
- The Jack Kirby Omnibus Volume 2 contendo a história do Atlas da 1st Issue Special #1, história do Caçador da #5, e a história do Dingbats of Danger Street da #6, 624 páginas, maio de 2013, ISBN 978-1401238339
- Showcase Presents: The Great Disaster featuring the Atomic Knights contendo a história do Atlas da 1st Issue Special #1, 576 páginas, junho de 2014, ISBN 978-1401242909
- The Creeper by Steve Ditko contendo a história do Rastejante da 1st Issue Special #7, 288 páginas, abril de 2010, ISBN 978-1401225919
- The Warlord: The Savage Empire contendo a história do Guerreiro da 1st Issue Special #8, 240 páginas, novembro de 1991, ISBN 978-1563890246
- Showcase Presents: Warlord contendo a história do Guerreiro da 1st Issue Special #8, 528 páginas, setembro de 2009, ISBN 978-1401224738
- The Art of Walter Simonson contendo a história do Senhor Destino da 1st Issue Special #9, 208 páginas, junho de 1989, ISBN 0930289412